# Atlanta Beat (WPS)
Atlanta Beat ist ein US-amerikanisches Fußballfranchise. Die im Frauenfußball aktive Mannschaft trat in der Women’s Professional Soccer an.

## Geschichte
Zwischen 2001 und 2003 war Atlanta mit einem gleichnamigen  Fußballfranchise in der Women’s United Soccer Association (WUSA) vertreten. Die Mannschaft erreichte in allen drei Spielzeiten die Meisterschafts-Play-Offs, 2001 und 2003 jeweils sogar das Endspiel. Dort musste sie sich gegen San Jose CyberRays respektive Washington Freedom geschlagen geben. Mit Auflösung der Meisterschaft im September 2003 hörte auch das Franchise auf, zu bestehen.
2008 gründete sich mit der Women’s Professional Soccer eine erneute nordamerikanische Frauenfußballmeisterschaft. Der Unternehmer Fitz Johnson ersuchte einen Startplatz für eine Mannschaft aus Atlanta, der ihm für die zweite Spielzeit des Wettbewerbs im Jahr 2010 genehmigt wurde. Im Juni 2009 wurde das Franchise offiziell aufgenommen. Bereits im August nahm Cheftrainer Gareth O’Sullivan seine Arbeit auf und stellte sein Trainerteam zusammen, im September wurden die ersten Spielerinnen verpflichtet.
In der Spielzeit 2010 war Atlanta Beat chancenlos. In der sieben Mannschaften umfassenden Liga belegte die Mannschaft um Tina Ellertson, Lori Chalupny, Hope Solo, Mami Yamaguchi und Johanna Rasmussen den letzten Tabellenrang.